# Lanová dráha Horní Hanychov – Skalka
Sedačková lanová dráha Liberec-Horní Hanychov – Skalka je lanová dráha vedoucí na Ještědský hřbet z okraje krajského města Liberce. Slouží jak zimním sportovcům, tak i letním turistům. Byla otevřena v roce 2006.

## Historie
Na místě současné čtyřsedačkové lanovky (výrobcem je rakouská společnost Doppelmayr) se nacházel kotvový lyžařský vlek vyrobený národním podnikem Transporta Chrudim. Ten byl odstraněn, stejně jako jeho obslužná budova v létě 2006. V září byly vybetonovány patky pro podpěry, na konci října již probíhala montáž horní stanice lanovky a osazování podpěr s pomocí vrtulníku. Na konci listopadu již bylo nataženo lano, v polovině prosince roku 2006 proběhly zátěžové zkoušky s pivními sudy a zřejmě nedlouho poté zahájila lanová dráha svůj provoz. V první zimní sezóně ale lanovka jezdila kvůli nedostatku sněhu pouze několikrát.
Letní provoz lanové dráhy na Skalku byl zahájen 4. května 2007.
Výstavba dráhy Skalka a celkové rozšiřování ještědského lyžařského areálu se nezamlouvala ekologickým organizacím. Např. Společnost přátel přírody a ochránci přírody Armillaria v roce 2006 požadovala, aby byla na rozšíření areálu zpracována studie o posuzování vlivů staveb na životní prostředí.

## Technické parametry
Jedná se o osobní visutou jednolanovou dráhu oběžného systému s odpojitelným uchycením čtyřmístných sedaček. Lanovka je dlouhá 1472 m (šikmá, tedy skutečná délka; vodorovná délka činí 1427 m) a překonává převýšení 351 m. Má dvě stanice: dolní Horní Hanychov (541 m n. m.) a horní Skalka (892 m n. m.). Dopravní rychlost je 5 m/s, jedna cesta tak trvá 5,2 minuty. Hodinová přepravní kapacita lanovky činí 2400 cestujících. Dráha má celkem 104 čtyřmístných sedaček a 14 podpěr (z toho jedna je tlačná, tři nosnotlačné a ostatní nosné).

## Provoz
V letní sezóně jezdí lanovka od května do října (např. sezóna 2008 byla ukončena 12. října). V květnu, červnu, září a říjnu je v provozu pouze o víkendech a svátcích, během hlavní sezóny v červenci a srpnu jezdí dráha každý den. Odjezdy se konají každou půlhodinu od 9 do 17,30 hodin, vyjma odjezdu ve 12 hodin. Cena za jednu jízdu byla v roce 2008 60 Kč pro dospělou osobu. Provozovatel poskytuje i slevy pro děti, důchodce, držitele průkazů ZTP nebo ZTP/P, či výhodnou rodinnou jízdenku. Zakoupit je rovněž možné zpáteční jízdenku. Přeprava jízdních kol je bezplatná.
Během zimní sezóny je dráha v provozu dle sněhových podmínek. Pokud se lyžuje, lanovka jezdí neustále. Kromě jednotlivé jízdy je možné si zakoupit i výhodnější permanentky pro 3, 5, 10 a 20 jízd.